# Bandera de Nou Mèxic
La bandera de Nou Mèxic consisteix en un sol vermell, símbol dels Zia (una branca dels Pueblo), en un camp groc. Els colors honren a Isabel de Castella i als conqueridors que van explorar el continent en nom seu.

## Història
Durant els primers 14 anys de l'estat, Nou Mèxic no tenia bandera oficial. Durant la Fira Mundial de San Diego de 1915, Existia una sala d'exposicions en el qual totes les banderes dels estats dels EUA es mostraven. Però com Nou Mèxic no tenia bandera oficial, la bandera no oficial que es mostrava constava d'un cantó blau amb la bandera dels Estats Units a la part superior esquerra, les paraules "Nou Mèxic" i "47" (ja que Nou Mèxic és l'estat número 47 a incorporar-se als Estats Units) en lletres de plata al centre de la bandera i l'escut de l'estat a la cantonada inferior dreta. Algunes referències històriques mostraven el text "L'Estat del Sol" embolicant el segell a la part inferior dreta.
Les Filles de la Revolució Americana van pressionar Nou Mèxic per dissenyar una bandera contemporània i única l'any 1920. Un concurs per dissenyar la bandera de l'estat va ser organitzat i el guanyador va ser Harry Mera, de Santa Fe (Nou Mèxic), Mera, arqueòleg, estava familiaritzat amb el símbol del sol zia, el va trobar en un atuell del segle xix, i tenia un significat sagrat per als nadius, ja que el quatre és un nombre que simbolitza el cercle de la vida: quatre vents, quatre estacions, quatre direccions i quatre obligacions sagrades. El cercle uneix els 16 elements. El disseny de Mera és el mateix que s'usa avui dia.

La salutació a la bandera segons la llei de Nou Mèxic: 
| « | "Jo saludo a la bandera de l'Estat de Nou Mèxic i el símbol de l'amistat Zia perfecta entre cultures unides" | » |

Va ser fa molts anys, comunament recitada en Nou Mèxic a les escoles públiques després de la promesa a la lleialtat als Estats Units.
En anys recents, els zia han fet intents per treure el símbol sagrat de la bandera estatal.

## Enquesta de la NAVA
L'any 2001 l'Associació Vexil·lològica Nord-americana va realitzar entre els seus membres una enquesta on es valorava el disseny de les banderes de 72 estats i províncies dels EUA i el Canadà, la NAVA va atorgar el primer lloc a la bandera de Nou Mèxic quant a disseny i simbolisme.